# Beya Zardi
Beya Zardi (arabe : بية الزردي), née le 3 août 1965 au Bardo, est une animatrice de radio, animatrice de télévision et actrice tunisienne.

## Carrière

### Débuts et interruption
Elle commence sa carrière d'animatrice à la télévision en 1983, en présentant la couverture quotidienne des Journées cinématographiques de Carthage à la RTT 1. Peu après cette expérience, elle est embauchée à l'Établissement de la radiodiffusion-télévision tunisienne. Là-bas, elle présente des émissions comme Itr Assabah (Parfum du matin) sur Radio Tunis. Elle présente également des émissions télévisées à la RTT 1 et fait une petite expérience en tant que chanteuse.
En 1989, Beya Zardi interrompt sa carrière d'animatrice pour des raisons qu'elle n'a pas voulu spécifier et épouse le compositeur tunisien Slim Dammak deux ans plus tard,. Ce mariage ne dure pas car elle divorce en 2002, probablement à cause de sa nulliparité ou à cause du manque d'ambition professionnelle de Dammak.

### Retour à la télévision
Peu après sa séparation de Slim Dammak, Beya Zardi reprend sa carrière d'animatrice de télévision, le 16 mars 2002, en présentant l'émission de variétés Mouzika sur la chaîne publique Tunisie 7 aux côtés de l'animateur Ala Chebbi. Durant le ramadan 2005, elle présente une émission télévisée hebdomadaire, Romdhane El Berah (Ramadan d'hier), diffusée sur Tunisie 7, préparée par Abdelaziz Meherzi, réalisée par Hassan Ghodhbane et évoquant les émissions ramadanesques de la télévision tunisienne qui ont marqué le public des années 1960 aux années 1980. Cette émission est par la suite rebaptisée Album El Talvza (L'album de la télévision) et dédiée à l'illustration des succès et de la carrière des pionniers de la télévision tunisienne. Son taux d'audience est de 7,5 % en 2007 selon MediaScan Tunisie.
Entre-temps, Beya Zardi se marie pour une période de sept ans. Son deuxième échec marital est peut-être dû à une trahison conjugale.
En 2016, elle rejoint l'équipe de l'émission de variétés Oumour Jeddiya diffusée sur El Hiwar El Tounsi en tant que chroniqueuse.

### Retour à Radio Tunis
Après son divorce en 2002, Beya Zardi fait aussi son retour sur Radio Tunis, où elle présente plusieurs programmes dont Ala Dhaou El Goumayra (Au Clair de la lune), une émission dans laquelle les auditeurs peuvent intervenir pour partager des confessions ou des commentaires, voire passer un message aux intéressés. En 2017, sa carrière à Radio Tunis s'interrompt et un congé sans solde lui est imposé par un décret gouvernemental à cause de son travail sur la chaîne télévisée privée El Hiwar El Tounsi.

### Carrière d'actrice
En 2009, elle se lance dans une carrière d'actrice qu'elle a voulu commencer plusieurs années auparavant à travers son apparition dans le feuilleton Maktoub réalisé par Sami Fehri puis dans le feuilleton syrien Matloub Rijal en 2011, avant d'interpréter un rôle dans la série télévisée tunisienne Awled Lebled en 2013.
En 2014, Beya Zardi obtient son premier rôle au cinéma avec le rôle principal de Leïla Ben Ali dans le film Printemps tunisien réalisé par Raja Amari, confirmant ainsi son statut d'actrice,. La même année, elle interprète le rôle d'Aïda, directrice d'un jardin d'enfants, dans le sitcom tunisien Dima Ashab diffusé par la Télévision tunisienne 1.
Deux ans après, elle joue le rôle de Wafa dans le feuilleton tunisien El Akaber diffusé sur Hannibal TV.

## Caractère
Si Beya Zardi est présentée comme spontanée et souriante, elle n'aime pas se voir comparer avec d'autres vedettes tunisiennes ou étrangères. Elle se distingue par son fort caractère et ses disputes controversées avec de nombreuses personnalités tunisiennes, notamment Mustapha Dellagi, Jamila Chihi, la famille Nahdi, Aïcha Attia et Nesrine Ben Ali.
Elle peut avoir le mal du pays si elle passe un certain nombre de jours en dehors de la Tunisie, c'est pourquoi elle a refusé des offres d'emploi dans des chaînes télévisées étrangères comme MBC. Elle souhaite également passer du temps avec sa famille, et particulièrement son frère Mohamed décédé début 2018 d'un cancer, surtout au mois de ramadan.

## Filmographie

### Télévision

#### Séries
- 2009 :
  - Maktoub (saison 2) de Sami Fehri : mère de Selima[14]
  - Choufli Hal (saison 6) d'Abdelkader Jerbi : elle-même
- 2011 :
  - Matloub Rijal[12]
  - Maître Malek de Fraj Slama : Lilia
- 2013 : Awled Lebled (pilote) de Selim Benhafsa[15]
- 2014 : Dima Ashab d'Abdelkader Jerbi : Aïda[17]
- 2016 : El Akaber de Madih Belaïd : Wafa[18]
- 2017 : Awled Moufida (saison 3) de Sami Fehri
- 2019 : Kesmat Wkhayen de Sami Fehri

#### Émissions
- 2002-2003 : Mouzika sur Tunisie 7[6]
- 2005 : Romdhane El Berah sur Tunisie 7[7]
- 2005-2009 : Album El Talvza sur Tunisie 7[26]
- 2016-2018 : Oumour Jeddiya sur El Hiwar El Tounsi[11]
- 2017 : Malla Chef sur El Hiwar El Tounsi

### Cinéma
- 2014 : Printemps tunisien de Raja Amari : Leïla Ben Ali[16]